# Basketligan 1998/1999
Basketligan 1998/1999

## Grundserie

### A1
| Plats | Lag                       | Spelade | Vinster | Förluster | Poäng     | +/-  | Poäng |
| ----- | ------------------------- | ------- | ------- | --------- | --------- | ---- | ----- |
| 1     | Plannja Basket            | 26      | 20      | 6         | 2313-2152 | +161 | 40    |
| 2     | Norrköping Dolphins       | 26      | 16      | 10        | 2267-2182 | +85  | 32    |
| 3     | 08 Stockholm Human Rights | 26      | 14      | 12        | 2242-2175 | +67  | 28    |
| 4     | Solna Vikings             | 26      | 12      | 14        | 2335-2300 | +35  | 24    |
| 5     | M7 Borås                  | 26      | 11      | 15        | 2226-2256 | -30  | 22    |

### A2
| Plats | Lag                | Spelade | Vinster | Förluster | Poäng     | +/-  | Poäng |
| ----- | ------------------ | ------- | ------- | --------- | --------- | ---- | ----- |
| 1     | Södertälje Kings   | 26      | 21      | 5         | 2420-2102 | +318 | 42    |
| 2     | Sallén Basket      | 26      | 12      | 14        | 2250-2322 | -72  | 24    |
| 3     | Sundsvall Dragons  | 26      | 10      | 16        | 2098-2162 | -64  | 20    |
| 4     | Kvarnby Evergreens | 26      | 9       | 17        | 1967-2128 | -161 | 18    |
| 5     | Umeå Nordics       | 26      | 5       | 21        | 2030-2369 | -339 | 10    |

## Slutspel

### Kvartsfinaler
| Datum                                             | Match                 | Resultat  |
| ------------------------------------------------- | --------------------- | --------- |
| Solna Vikings - Södertälje Kings (0 - 3)          |                       |           |
| 16 mars 1999                                      | Solna - Södertälje    | 73 - 82   |
| 19 mars 1999                                      | Södertälje - Solna    | 84 - 81   |
| 22 mars 1999                                      | Solna - Södertälje    | 88 - 101  |
| Norrköping Dolphins - Kvarnby Evergreens (3 - 0)  |                       |           |
| 16 mars 1999                                      | Norrköping - Kvarnby  | 79 - 72   |
| 19 mars 1999                                      | Kvarnby - Norrköping  | 76 - 97   |
| 23 mars 1999                                      | Norrköping - Kvarnby  | 91 - 76   |
| Plannja Basket - Sundsvall Dragons (3 - 0)        |                       |           |
| 17 mars 1999                                      | Plannja - Sundsvall   | 88 - 82   |
| 19 mars 1999                                      | Sundsvall - Plannja   | 67 - 75   |
| 22 mars 1999                                      | Plannja - Sundsvall   | 98 - 74   |
| 08 Stockholm Human Rights - Sallén Basket (3 - 2) |                       |           |
| 17 mars 1999                                      | 08 Stockholm - Sallén | 102 - 89  |
| 19 mars 1999                                      | Sallén - 08 Stockholm | 92 - 93   |
| 23 mars 1999                                      | 08 Stockholm - Sallén | 85 - 88   |
| 26 mars 1999                                      | Sallén - 08 Stockholm | 90 - 86   |
| 30 mars 1999                                      | 08 Stockholm - Sallén | 114 - 100 |

### Semifinaler
| Datum                                                   | Match                     | Resultat |
| ------------------------------------------------------- | ------------------------- | -------- |
| Plannja Basket - Södertälje Kings (3 - 2)               |                           |          |
| 7 april 1999                                            | Plannja - Södertälje      | 78 - 76  |
| 9 april 1999                                            | Södertälje - Plannja      | 83 - 69  |
| 12 april 1999                                           | Plannja - Södertälje      | 82 - 81  |
| 14 april 1999                                           | Södertälje - Plannja      | 102 - 89 |
| 16 april 1999                                           | Plannja - Södertälje      | 77 - 75  |
| Norrköping Dolphins - 08 Stockholm Human Rights (1 - 3) |                           |          |
| 7 april 1999                                            | Norrköping - 08 Stockholm | 80 - 83  |
| 9 april 1999                                            | 08 Stockholm - Norrköping | 81 - 117 |
| 11 april 1999                                           | Norrköping - 08 Stockholm | 74 - 76  |
| 13 april 1999                                           | 08 Stockholm - Norrköping | 87 - 75  |

### Final
| Datum                                              | Match                  | Resultat  |
| -------------------------------------------------- | ---------------------- | --------- |
| Plannja Basket - 08 Stockholm Human Rights (3 - 0) |                        |           |
| 20 april 1999                                      | Plannja - 08 Stockholm | 76 - 74   |
| 23 april 1999                                      | 08 Stockholm - Plannja | 108 - 110 |
| 25 april 1999                                      | Plannja - 08 Stockholm | 96 - 78   |

## Svenska mästarna
- Plannja Basket